# 14 d'Andròmeda
14 d'Andròmeda(14 Andromedae) és una estrella situada a la constel·lació d'Andròmeda. La seva magnitud aparent és +5,22 i es troba a 250 anys llum de Sistema Solar. El 2008 es va anunciar el descobriment d'un planeta extrasolar orbitant al voltant d'aquesta estrella.
14 d'Andròmeda és una gegant taronja de tipus espectral K0III amb una temperatura de 4.813 K. Amb un radi 11 vegades més gran que el radi solar, té una lluminositat 68 vegades major que la del Sol. La seva metal·licitat, dada estretament relacionada amb la presència de sistemes planetaris, és només un 60% de la solar. Té una massa de 2,2 masses solars i una edat estimada de 4.860 ± 2110 milions d'anys. Es considera que abans de transformar-se en gegant, 14 Andromedae era una estrella de la seqüència principal de tipus A o F.

## Sistema planetari
El 2008 es va descobrir un planeta extrasolar massiu orbitant al voltant de 14 d'Andròmeda. El planeta, amb una massa mínima 4,8 vegades més gran que la massa de Júpiter, es mou al llarg d'una òrbita circular a 0,83 ua de l'estrella. El seu període orbital és de 186 dies. És un dels planetes més interns descoberts al voltant d'una estrella evolucionada de massa mitjana.
| Companya (per ordre des de l'estrella) | Massa   | Semieix major (ua) | Període orbital (dies) | Excentricitat | Inclinació | Radi |
| -------------------------------------- | ------- | ------------------ | ---------------------- | ------------- | ---------- | ---- |
| b                                      | ≥4.8 MJ | 0.83               | 185.84 ± 0.23          | 0             | —          | —    |